# 長城隨想二胡協奏曲
《长城随想》是中国作曲家刘文金所作的二胡协奏曲。刘文金與二胡演奏家闵惠芬于1970年代末期访问美国，参观联合国大厦时见墙上所挂巨幅万里长城壁毯，有感而发，于1981年春季完成此曲。1982年乐队总谱正式定稿，并由闵惠芬与上海民族乐团首演。全曲分〈关山行〉、〈烽火操〉、〈忠魂祭〉、〈遥望篇〉四個樂章。